# Bierpruver
Bierpruver is een Belgisch bier van hoge gisting.
Het bier wordt sinds 2011 gebrouwen in Brouwerij Boelens te Belsele door huisbrouwerij de 3 vaten uit Ekeren. De naam van het bier verwijst naar de bijnaam "Bierpruvers" van de inwoners van Ekeren, vanwege de vele bierbrouwerijen die zich eertijds op het grondgebied van de oude heerlijkheid Ekeren bevonden.

## Varianten
- Tripel, goudblond bier met een alcoholpercentage van 9%
- Winter, bruin bier met een alcoholpercentage van 8%
- Dubbel Bruin, bruin bier met een alcoholpercentage van 7%